# Andreas von Auersperg

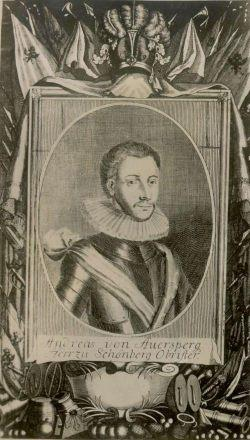
Kupferstich von Andreas von Auersperg

Andreas von Auersperg, Herr von Schönberg und Seisenberg (slowenisch Andrej Turjaški, kroatisch und bosnisch Andrija Auersperg; Андрија Ауершперг) (* 9. April 1556 in Seisenberg in Unterkrain, heute Slowenien; † 5. September 1593 in Karlstadt in Kroatien) war ein österreichisch-slowenischer Heerführer.

## Biographie
Andreas von Auersperg stammte aus einem der führenden protestantischen Dynastengeschlechter Österreichs in Krain und war der jüngste Sohn von Wolfgang-Engelbert von Auersperg, Herr von Schönberg, Seisenberg und Flödnig († 1557) und Anna Maria von Lamberg (1514–1557). Als seine Eltern früh starben, wurde der Landeshauptmann in Krain Weikhard Freiherr von Auersperg (1533–1581) sein Vormund.
1569 bezog er als 13-Jähriger die Universität Tübingen; durch Vermittlung von Primož Trubar (1508–1586) wurde Bernhard Steiner († nach 1593) dort von 1569 bis 1573 sein „Präzeptor“ (Hauslehrer). 1573 studierte Auersperg in Padua und 1574 in Bologna.
Andreas von Auersperg wurde Soldat und begleitete 1577–1578 Erzherzog Matthias (1557–1619) in die Niederlande. 1578 kämpfte er in Kroatien als Hauptmann unter Freiherr Hans Ferenberger von Auer (1511–1584) und 1579 unter Christoph von Auersperg (1550–1592) an der illyrischen Grenze. 1583 war er Oberst, und 1589 wurde er von Rudolph II. (1552–1612) als Nachfolger von Graf Jobst Joseph von Thurn und Valsassina († 1589) zum Kriegsrat und kommandierenden General (Feldobrist) an der kroatischen und dalmatinischen („petrinjanischen“)  Grenze in Karlstadt ernannt.
Am 22. Juni 1593 schlugen die etwa 5.000 Mann starken Truppen von Ban Toma Erdődy von Eberau (1558–1624), Andres von Auersperg, Ruprecht von Eggenberg (1546–1611) und Melchior von Redern (1555–1600) ein angeblich vierfach stärkeres osmanisches Heer unter dem bosnischen Beylerbey Telli Hassan Pascha († 1593; geboren als „Niko Predojević“) in der Schlacht bei Sissek an der Kupa. Papst Clemens VIII. (1536–1605) schickte dem Protestanten Auersperg am 10. Juli 1593 ein eigenhändiges Glückwunsch-Schreiben.
Nach einem Ausspruch von Abraham a Sancta Clara (1644–1709) wurde Auersperg der „krainische“ oder „christliche Achill(es)“ und „der Schrecken der Türken“ genannt. Er starb unverheiratet drei Monate nach der Schlacht bei Sissek.